# Lawrence Ho
Pour les articles homonymes, voir Ho.
Lawrence Ho, de son vrai nom Ho Yau-lung (何猷龍, né le 16 janvier 1977), est un homme d'affaires canado-hongkongais actif dans l'industrie du jeu et du divertissement à Macao et en Asie. Fils du magnat Stanley Ho, qui a longtemps dominé le secteur des casinos à Macao, Lawrence Ho est le président-directeur général de Melco Resorts & Entertainment (en), une société spécialisée dans le développement et l'exploitation de complexes intégrés, notamment City of Dreams et Studio City à Macao, ainsi que d'autres établissements à travers l'Asie.
Reconnu pour sa stratégie axée sur le luxe et les expériences immersives, il a cherché à différencier Melco de ses concurrents en mettant l'accent sur l'innovation et la diversification. Sous sa direction, l'entreprise a étendu ses activités en dehors de Macao, notamment avec des projets aux Philippines et au Japon. En 2024, sa fortune est estimée à presque 1 milliard de dollars.

## Biographie
Ho est le seul fils et le plus jeune enfant du magnat des casinos Stanley Ho et de sa deuxième épouse Lucina Laam King-ying. Il déménage au Canada lorsqu'il est enfant, étudie au Upper Canada College, et obtient une licence de commerce de l'université de Toronto en 1999. Il reçoit un doctorat honorifique de l'université Napier d'Édimbourg, en Écosse, en juillet 2009,.

### 1999-2003: Banque et Mocha Clubs
En septembre 1999, il commence à travailler dans la banque d'investissement, d'abord chez Asia Derivatives Group de Jardine Fleming (en)  puis chez Citibank. Devenant actionnaire d'iAsia Technology en 2000, en octobre, il commence à gérer les opérations quotidiennes d'iAsia et en est nommé président et vice-président du conseil d'administration.
Après avoir acheté une participation majoritaire de 26 %, en novembre 2001, Ho est nommé directeur général du groupe Melco International Development Limited (en). Chargé des opérations quotidiennes de Melco, il commence à recentrer l'entreprise sur les loisirs et le divertissement. Il rénove la marque de restaurant Jumbo de Melco et développe davantage la finance et la technologie, associant la firme à des entreprises telles que VC Brokerage et i-Asia.
Le territoire de Macao en Chine commence à émettre de nouvelles licences de casino en 2002, brisant le monopole de son père Stanley Ho et offrant à Melco l'opportunité d'investir dans le secteur du jeu chinois. Ho approche son père avec une proposition de partenariat sur de nouveaux projets, et Melco achète une participation de 50 % dans un complexe de casino prévu à Stanley Ho pour 13 millions de dollars, acceptant de « participer au développement de l'hôtel et de gérer par la suite le parc de machines de jeu électroniques ». Les Mocha Clubs de Melco, ouverts en 2003, aident à introduire des « salons de machines à sous de style café » à Macao, qui sont peu communs à l'époque.

### 2004-2011: PDG de Melco International
En 2004, Ho et Melco International s'associent avec la société de casino australienne Crown Limited (en) de James Packer (en), créant la coentreprise Melco Crown Entertainment (en). Ho est nommé PDG et directeur exécutif de celle-ci en décembre 2004, lui et Packer étant tous deux nommés co-présidents. En mars 2006, Melco Crown dépense 900 millions de dollars américains pour acheter la dernière des six licences de jeu de Macao à Wynn Resorts. La licence permet à Melco Crown d'« exploiter un nombre illimité de casinos, de tables et de machines à Macao jusqu'en juin 2022 », et l'entreprise commence à développer son premier casino.
Sous la direction de Ho, en 2006, Melco International est devenue rentable. Il est nommé président et PDG de Melco International le 15 mars 2006, et Melco Crown est cotée au NASDAQ en décembre 2006,. En juillet 2007, Melco Crown lance Altira Macau, qui est construit pour 1,45 milliard de dollars. En 2009, Melco Crown ouvre le complexe de casino City of Dreams Macao de 2,4 milliards de dollars à Cotai. Melco Crown entre à la bourse de Hong Kong à la fin de 2011.

### 2012-2016: Expansion internationale
Ho et Packer commencent à s'associer avec SM Investments (en) en 2012 sur le complexe de casino de 1 milliard de dollars City of Dreams Manille (en), qui ouvre en 2015 aux Philippines. À l'été 2012, le gouvernement de la zone de divertissement intégrée du Primorié à Vladivostok en Russie invite Ho à soumissionner sur un nouveau projet de casino. Tigre de Cristal ouvre en octobre 2015. Avec 60 % de propriété, en octobre 2015, Melco ouvre le complexe de casino Studio City Macao, qui est construit sur le thème d'Hollywood pour un coût 3,2 milliards de dollars. En 2015, Ho est producteur exécutif du court métrage de Martin Scorsese The Audition (en), destiné à promouvoir l'ouverture du casino.
Début 2016, Ho continue de contrôler Melco International Development en tant que PDG et président. Melco contrôle à son tour des filiales telles qu'Entertainment Gaming Asia, qui exploite des machines à sous aux Philippines et au Cambodge. En mai 2016, Melco International devient l'actionnaire majoritaire de sa filiale Melco Resorts & Entertainment.

### 2017-2018: Casinos récents
Après un processus d'appel d'offres d'un an, le gouvernement chypriote accorde en 2017 à Melco la première et unique licence de casino du pays, qui lui assure l'exclusivité pendant 15 ans. Melco International achète ensuite une participation majoritaire dans le casino City of Dreams Mediterranean, à Chypre.
Après avoir développé quatre complexes intégrés ensemble, Ho met fin au partenariat de Melco avec Crown Resorts de James Packer en mai 2017. Avec la part de Crown dans la coentreprise revendue à Melco International pour 1,16 milliard de dollars, Melco Crown devient Melco Resorts & Entertainment. Ho assume le contrôle opérationnel direct de la nouvelle entreprise, supervisant trois complexes à Macao, huit Mocha Clubs, le complexe aux Philippines et le développement à Chypre.
Après que les législateurs japonais aient poussé pour la légalisation des jeux dans les complexes intégrés en 2016, d'ici 2017, Ho est en concurrence active pour l'une des trois licences attendues. Selon lui, le discours de Melco met l'accent sur « le divertissement et la modernité ». En juin 2018, Melco Resorts & Entertainment ouvre Morpheus, une tour d'hôtel de 1,1 milliard de dollars conçue par Zaha Hadid au complexe City of Dreams Macao. Début 2019, Forbes estime la fortune de Ho à 2,2 milliards de dollars et le classe comme la 1008ème personne la plus riche de la planète. Il est également répertorié parmi les 50 personnes les plus riches de Hong Kong.

### Conseils d'administration et comités
Président actuel de Melco International, Ho siège également aux conseils d'administration de diverses sociétés telles que Studio City International Holdings,. Il est président de Maple Peak Investments au Canada et a auparavant été président de Summit Ascent Holdings.
Il est membre du Comité national de la Conférence consultative politique du peuple chinois,,. Il est également vice-président de la Fédération nationale de l'industrie et du commerce de Chine. Il est membre honoraire à vie de la Chambre de commerce générale chinoise (en) de Hong Kong, et est également membre de la Fédération nationale de la jeunesse de Chine (en) et de l'association de promotion de la loi fondamentale de Macao.
Il est président de la Chambre des sociétés cotées de Hong Kong et de l'association internationale des volontaires de Macao. Directeur exécutif de la Chambre de commerce de Macao, il siège également aux conseils d'administration de The Community Chest of Hong Kong (en) et de la Chambre de commerce canadienne à Hong Kong. Il est président honoraire de l'association des agents immobiliers et des promoteurs immobiliers de Macao. Il est également un mécène honoraire de la Chambre de commerce canadienne à Macao.

## Distinctions
Ho a reçu un certain nombre de prix pour sa carrière avec Melco International. Institutional Investor (en) le nomme « Meilleur PDG » d'un conglomérat en 2005, et cette année-là, il reçoit également le prix Directors of the Year Award de la part du Hong Kong Institute of Directors et le 5e prix China Enterprise Award for Creative Businessmen. En 2006, il est sélectionné comme l'un des « Dix jeunes exceptionnels » par Junior Chamber International Hong Kong (en). L'année suivante, il est cité comme l'une des « 100 personnes les plus influentes de la région Asie-Pacifique » par Asiamoney (en), et en 2008, il reçoit le prix China Charity Award du ministère des Affaires civiles.
En 2009, Ho est nommé à la fois « Jeune entrepreneur de l'année » aux Asia Pacific Entrepreneurship Awards et comme l'une des « Dix personnes les plus influentes dans le domaine financier et intellectuel en Chine » par le Beijing Cultural Development Study Institute et Fortune Times. Il est ensuite cité par FinanceAsia (en) comme l'un des « Meilleurs PDG de Hong Kong » pour la cinquième fois en 2014. Entre 2012 et 2018, il reçoit les Asian Corporate Director Recognition Awards de Corporate Governance Asia,, et en 2015, il reçoit le prix Leadership Gold Award lors des Business Awards de Macao. Il est également nommé « Meilleur PDG d'Asie » aux Asian Excellence Awards (en) pour la septième fois en 2018. En 2017, il reçoit la médaille du Mérite-Tourisme du gouvernement de Macao pour sa contribution au tourisme du territoire.

## Vie privée
Ho et sa femme Sharen Lo Shau-yan ont une fille. Sa sœur, Pansy Ho, est également une femme d'affaires active dans les casinos de Macao.